# Онкоцефал кримський
Онкоцефал кримський (Oncocephalus paternus) — вид комах з родини Редувіїди (Reduviidae). Ентомофаг.

## Морфологічні ознаки
Завдовжки 11 мм. Тіло жовтувате. Задня частина голови, передня та задня долі передньоспинки, щиток, кільця ніг та значна частина черевця — темні (буруваті), місцями майже чорні. Надкрила дуже вкорочені. Передньоспинка без бокових горбиків.

## Поширення
Ендемік південного берега Криму. Вперше знайдено в околицях с. Морське, поблизу смт. Новий Світ (Судакський район).

## Особливості біології
Зимують личинки старшого віку. Вони зустрічаються під камінням у глибоких ущелинах та серед дубових рідколісь на сухих, відкритих трав'янистих схилах з розрідженою рослинністю. Хижак.

## Загрози та охорона
Занесений до Червоної книги України (1994). 